# John Thomas
John Curtis Thomas (Boston, 3 maart 1941 – Brockton, 15 januari 2013) was een Amerikaanse atleet, die was gespecialiseerd in het hoogspringen. Met behulp van de rolsprongtechniek verbeterde hij driemaal het wereldrecord. Hij nam tweemaal deel aan de Olympische Spelen en won hierbij een zilveren en een bronzen medaille. Tijdens zijn atletiekcarrière sprong hij 191 maal 2,13 m of hoger.

## Loopbaan
Op zeventienjarige leeftijd kreeg Thomas een studiebeurs aan de Universiteit van Boston. Hij verbaasde iedereen door op 21 februari 1959 als eerste atleet indoor met 2,165 m over 7 voet (~2,13 m) te springen. Deze prestatie geldt als officieus wereldrecord. Door blessures kon hij in het outdoorseizoen dat jaar nauwelijks aan wedstrijden meedoen.
In het olympische jaar 1960 verbeterde Thomas op twintigjarige leeftijd driemaal het wereldrecord. Op de Olympische Spelen van 1960 in Rome werd hij met een beste poging van 2,14 verslagen door de Sovjet-Russische atleten Robert Sjavlakadze en Valeri Broemel, die beiden over 2,16 sprongen.
Broemel pakte hem in 1961 ook het wereldrecord af en bracht dit in 1964 op 2,28. Op de Spelen van Tokio sprong John Thomas dezelfde hoogte als zijn rivaal Valeri Broemel, maar doordat hij twee foutsprongen had, werd hij verdreven naar de tweede plaats.

## Titels
- Amerikaans kampioen hoogspringen - 1960, 1962
- Amerikaans indoorkampioen hoogspringen - 1959, 1960, 1962, 1964, 1966

## Persoonlijke records
| Onderdeel    | Prestatie      | Datum       | Plaats    |
| ------------ | -------------- | ----------- | --------- |
| hoogspringen | 2,22 m (ex-WR) | 1 juli 1960 | Palo Alto |

## Wereldrecords
| Hoogte (m) | Datum         | Plaats       |
| ---------- | ------------- | ------------ |
| 2,17       | 30 april 1960 | Philadelphia |
| 2,17       | 21 mei 1960   | Cambridge    |
| 2,18       | 24 juni 1960  | Bakersfield  |
| 2,22       | 1 juli 1960   | Palo Alto    |

## Palmares

### hoogspringen
- 1960:  OS - 2,14 m
- 1964:  OS - 2,18 m

## Onderscheidingen
- USA Track & Field Hall of Fame - 1985